# Кантољио (Асти)
Кантољио је насеље у Италији у округу Асти, региону Пијемонт.
Према процени из 2011. у насељу је живело 29 становника. Насеље се налази на надморској висини од 255 м.